# Цветков, Лев Николаевич
Лев Николаевич Цветков (1881, Ярославль — 28 ноября 1937, Смоленск) — языковед, литературовед, педагог, журналист; доцент Белорусского государственного университета и секретарь Института научной речи.
Один из первых белорусских славистов советского времени, занимался, прежде всего, полонистикой и сербистикой. С 1926 года активно выступал в печати с рецензиями на новые белорусские, русские и зарубежные издания, со статьями о литературно-общественном движении в XIX века, заметками про национальные сообщества Белоруссии, высказывал предложения относительно способов установления правописания белорусского языка.

## Биография
Окончил Московский университет (1904), работал в Ярославле и Вязьме, с 1907 года — в Минске, преподаватель (вероятно, немецкого или французского языка) Коммерческого, а позже — Политехнического училища.
В 1912—1913 годах редактировал ежедневную газету Всероссийского национального союза «Минское русское слово». В 1917 году — преподаватель Минского духовного училища. В 1920 году преподаватель Политпросвета 16-й армии, упорядочил библиотеку при Минском архиве. В 1922 году работал в 5-й советской школе Минска. В то же время, как знаток славянской филологии, приглашён работать на педагогический факультет БГУ.
1 октября 1922 года утверждён в должности библиотекаря кабинета искусств и литературы при педагогическом факультете БГУ. В 1922/1923 учебном году преподавал на 1-м и 2-м курсах этнолого-лингвистического отделения дисциплины «Введение в языкознание» и «Старославянский язык». Позже преподавал сравнительное языкознание и славянские языки.
До конца 1926/1927 учебного года занимал на педагогическом факультете должность ассистента кафедры сравнительного языкознания, с 1927 года — доцент, однако в конце года вынужден оставить университет. В 1929 году уволен и из Белорусской Академии наук.
В 1930-е годы работал учителем в посёлке Надва Руднянского района Смоленской области. Арестован 27 сентября 1937 года. Приговорён 17 ноября 1937 года комиссией НКВД и прокуратуры СССР за «шпионаж» и «антисоветскую агитацию». Расстрелян 28 ноября 1937 года в Смоленске.

## Взгляды на правописание
Лев Цветков присоединился к предложению Язепа Лёсика отказаться от введенного Брониславом Тарашкевичем дисимиляцийного яканья во втором слоге перед ударением. Отрицательно относился к предложению Иосифа Лесика отменить обозначение асимиляцийной мягкости, ибо это противоречило «духу нашего правописания». Одобрял введение аканья в чужеземных словах, считал, что для избежания возможной омонимии (например, «онтолёгія» — часть метафизики, и «анталёгія» — сбор лирических произведений) можно создавать неологизмы типа «існаслоўе»). Допускал использование в белорусской графике для слитого звука «дж» сербской буквы, а для звука «дз» кириллической буквы «зело» (ѕ) — нэнѕа, ѕякаваць, суѕьѕя.
Освещая вопрос передачи собственных названий иноязычного происхождения, Лев Цветков считал необходимым заботиться о точность в транскрипции чужеземных звуков, а не перенимать чужие написания; он стремился достичь наибольшей точности, которая только возможна при пользовании знаками белорусского алфавита. Лев Цветков выступал за:
- использование буквы «ґ» для передачи латинского «g» (Гамер, Гесіёд, Гарацый, Гары, но Ґорды, Аґрыгент, Верґілій);
- передачу итальянского «ch» через «к», испанского и английского через «ч», немецкого, чешского и польского — через «х», французского — через «ш»;
- передачу глухого английского «th» через «с», звонкого — через «з»;
- передачу английского билобияльного «w» через ў (неслоговое) для отличия «w» от «u»;
- передачу испанского «ñ», французского и итальянского «gn» белорусским мягким «н»;
- передачу испанского «ll», итальянского «gl», сербского «љ» белорусским мягким «л»;
- передачу испанского «j» (хоты), а также «g» перед гласными переднего ряду через «х»;
- передачу испанского «b» и «u» между гласными через «в» (Ibáñez — Іванес);
- передачу двойных согласных только в положении после ударения (Шло́ссэр, Шы́ллер, но Шамісо́, Русо́) и только в именах людей (не в географических названиях);
- передачу польского r (rz) через «ж» (а рядом с глухим согласным — через «ш») и чешского «r» через «рж» и «рш»;
- передачу древнегреческого «ζ» (дзеты) через «з», а не «дз»;
- передачу в позиции между гласными греческого и испанского «s» через «с» (Мендоса, Піса, Лісандр, Елісейскія палі);
- отмена «дзеканья», «цеканья» и «рэканья» в русских личных именах (Брюлоў, Брюсаў, Тіханаў, Дедюлін);
- отмена «яканья» в русских личных именах (Лескоў, Мережкоўскі);
- отмена «дзеканья» при передаче французского «u» и немецкого «ü» после «д», «т» (Дюран, Дюрынг, Тюрлюпэн);
- передачу немецкого «ö» через «ё» только после «г», «к»; в других случаях — через «э»;
- передачу английского «a» в сильной позиции через «эй» (иногда перед «l» и «w» — через «о»);
- передачу немецких дифтонгов «eu», «äu» через «ой», дифтонга «au» — через «аў»;
- передачу «оканья» в небелорусских и нерусских личных именах (Огоноўскі, Дорошэнка, серб. Поповіч, болг. Попоў).